# Schloss Dorfheim

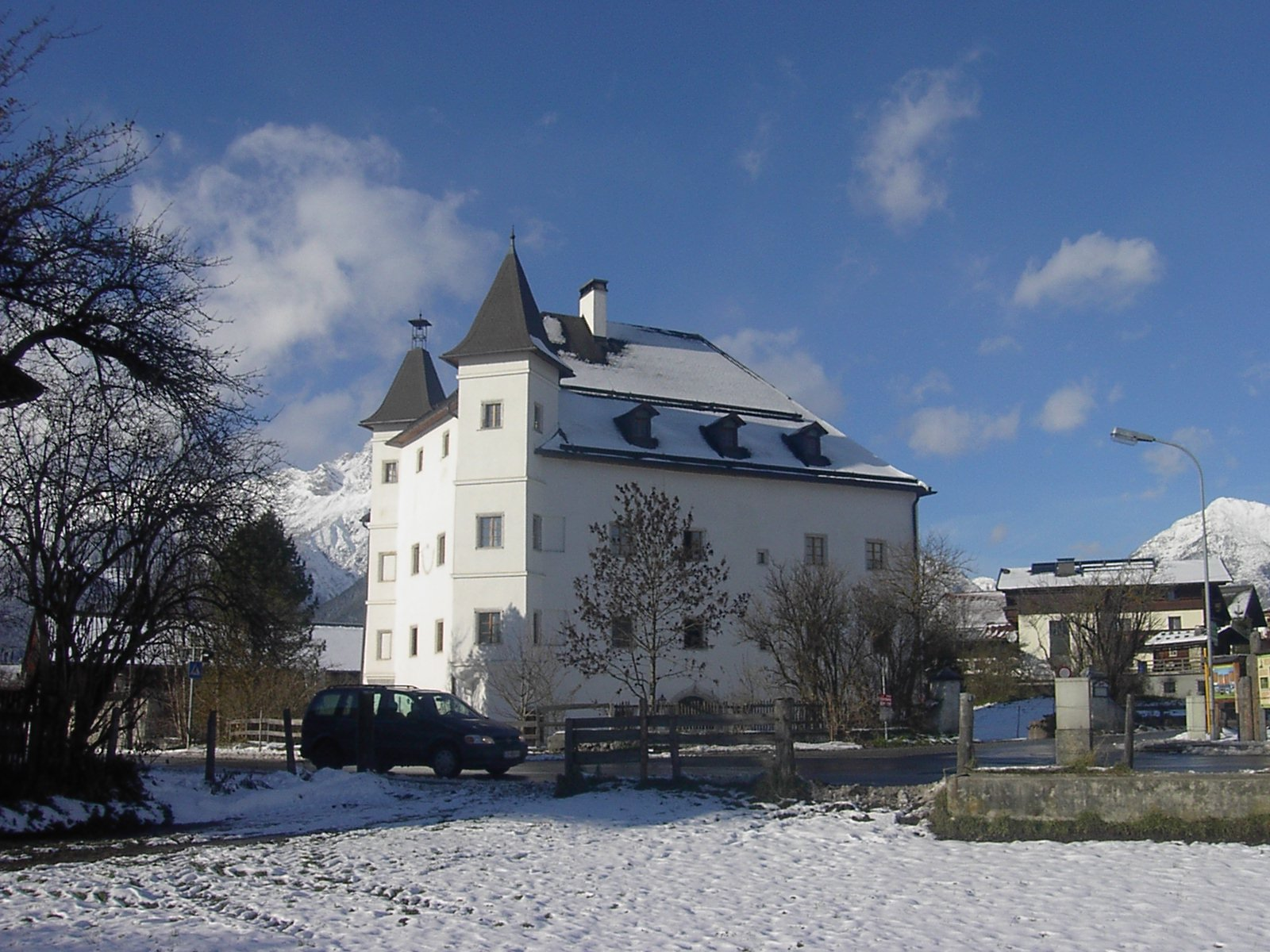
Schloss Dorfheim in Saalfelden

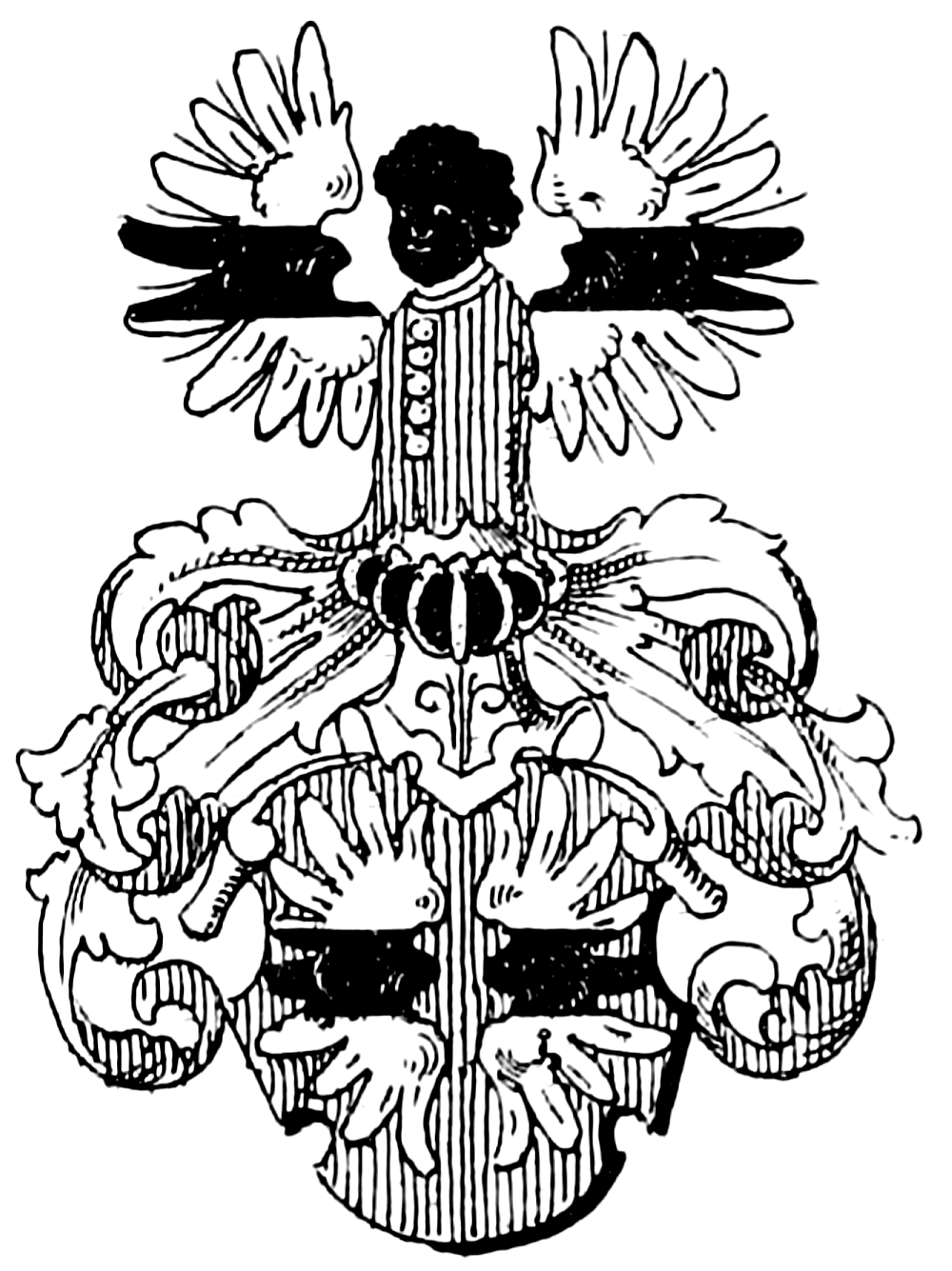
Wappen der Hund von Dorfheim nach Siebmachers Wappenbuch

Schloss Dorfheim liegt am Westrand Saalfeldens an der Straße nach Leogang. Das Gebäude hat lediglich noch nach außen den Charakter eines Schlosses mit einem hohen Walmdach und den beiden noch verbliebenen, nach Süden ausgerichteten Ecktürmen.
Der Ursprung des Schlosses Dorfheim liegt im Dunkeln. Urkundlich ist der herrschaftliche Ansitz 1331 erstmals in Verbindung mit dem Vogtturm in Zell am See genannt. Dabei wurde auch bereits das Geschlecht der Hunt, Bastarden der Grafen von Plain erwähnt, die in weiterer Folge – zumindest seit 1369 – dieses Schloss Dorfheim zu ihrem Herrschaftssitz machten.
Gegen Ende des 14. Jahrhunderts begannen sich die Hunt mit dem Adelsprädikat von Dorf zu bezeichnen. Hans Hunt, zu Dorf († 1380) war Pfleger von Lichtenberg. 1399 folgte ihm sein Sohn – ebenfalls Hans Hunt zu Dorf – als Pfleger von Lichtenberg, nachdem er vorher Richter zu Lofer war. 1449 ging das Schloss an Wolfgang Hunt über, dieser wurde 1469 Pfleger von Mittersill. Das bedeutendste Mitglied dieser Dynastie war wohl Wiguleus Hund von Sulzemoos und Lauterbach. Er veröffentlichte 1582 die erste gedruckte Geschichte Salzburgs in lateinischer Sprache unter dem Titel: Metropolis Salzburgensis.
1601 baute Josef Hunt das Schloss gründlich um. Er blieb ohne männlichen Nachkommen, weshalb Schloss Dorfheim (gemeinsam mit Schloss Rettenwörth, heute Lackenschlössl) an seine Tochter Maria Jakobe Hunt überging. Deren Gatte, Johann Albert von Savioli aus Rovereto kaufte 1628 das Schloss.
Die Familie Savioli verarmte und so kaufte 1660 eine Familie Stadlmayr aus Feldkirchen in Kärnten sowohl Schloss Dorfheim als auch Schloss Rettenwörth. 1719 erbte eine Nichte des letzten Stadlmayrs Dorfheim. Diese war mit Friedrich Ignaz Lürzer von Zechenthal verheiratet. Die Lürzers blieben bis 1860 Besitzer des Anwesens mit Küchengarten, Obstgarten und zwei Fischteichen.
In dieser Zeit, 1811 bis 1815 war Dorfheim Sitz des Landgerichtes (nach dem verheerenden Brand des Marktes Saalfelden). Ab 1843 war auch das k.k. Kreisbauamt untergebracht.
Um 1902 erwarb die k.k. Landwirtschaftsgesellschaft des Herzogtums Salzburg das Schloss. Es sollte eine Landwirtschaftsschule eingerichtet werden, das Vorhaben konnte aber nicht ausgeführt werden, da das Gebäude 1901 nahezu vollständig abbrannte. 1912 erwarb der Landwirt und „Schlossbauer“ Martin Hartl die Ruine und begann mit dem Wiederaufbau. Das Schloss Dorfheim wurde zu einem Bauernhof mit Mietparteien und Pächtern.